# 八仙果

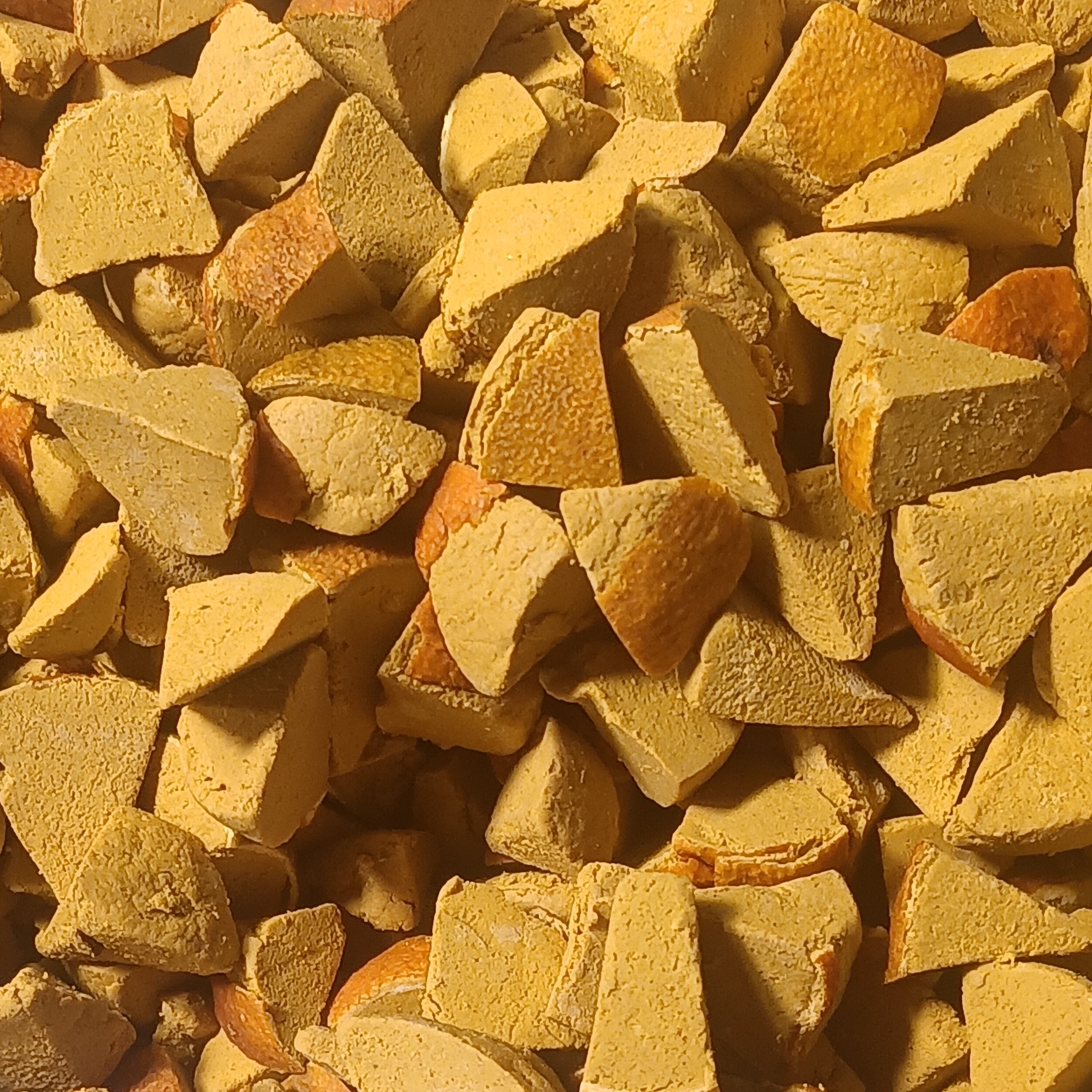
黄心八仙果

八仙果是一種涼果，帶中藥味及薄荷味，能紓緩喉部發癢，並且止咳化痰。

## 作法
八仙果的製法是將陳皮、半夏、茯苓、甘草、二陳湯、冰片等中藥塞進佛手柑的果肉內，風乾之後切粒而成。由於成本問題，近年已改用白柚代替佛手柑。

## 功效
八仙果主要效用是止咳化痰，尤其对喉嚨很有帮助。包括单纯性的感冒所引起的喉咙痛、咳嗽，及抽烟导致喉干、喉嚨症状，八仙果缓解效果都不错。但如果是典型气喘，也就是导因于气管痉挛、浸润或发炎的症状，这类下呼吸道造成的气喘或咳嗽，八仙果就比较没效。
就中医术语来说，八仙果对「热咳」有效，对「寒咳」比较无效。热咳是指一般感冒咳嗽，或是喉嚨咳嗽时，气会往上冲的一种咳嗽。寒咳则是指气喘导致的过敏性咳嗽、老人性气喘（活动就咳，坐下就不咳）。